# 부양도공주
부양도공주 소씨(富陽悼公主 蕭氏, ? ~ ?)는 중국 남북조 시대 양나라의 황족이다.
양나라 건국 후 부양공주(富陽公主)로 봉해졌다. 양 무제의 다섯째 딸이고, 어머니는 누군지 알 수 없다. 남편은 장홍책(張弘策)의 아들 장찬(張纘)이고, 그와의 사이에서 아들 장희(張希)와 장가(張軻), 그리고 딸 장씨(張氏)와 장아영(張娥英)을 낳았다. 죽고 난 뒤 시호를 부양도공주(富陽悼公主)로 했다.